# World Beer Awards

Les World Beer Awards sont des prix remis annuellement à des bières par un jury international depuis 2007. Le concours récompense la saveur des bières, mais également le design. 

## Critères
Le concours juge et récompense uniquement les bières qui y ont été inscrites. Les bières doivent être inscrites par les participants, en payant un droit d'entrée variable selon le continent et le nombre d'entrée : pour l'Europe, le prix varie de 75 euros pour présenter une bière dans une des catégories récompensant le design, et 205 euros pour présenter une bière dans une des catégories récompensant le goût des bières.
Les participants choisissent eux-mêmes la catégorie et sous-catégorie dans laquelle inscrire leur bière.

### Critères pour le goût des bières
Les bières ainsi groupées par sous-catégorie sont ensuite dégustées à l'aveugle par le jury par zone géographique,. Le jury est composé de brasseurs, de zythologues, de distributeurs et de journalistes gastronomiques. Les bières sont récompensées en tant que meilleure bière du pays pour chacune des sous-catégories. Des mentions or, argent et bronze peuvent être attribuées afin de récompenser plusieurs bières pour un même pays et une même sous-catégorie.
Pour chacune des neuf catégories principales, une finale oppose les gagnants des différents pays et différentes sous-catégories pour attribuer une récompense à la meilleure bière dans l'une de ces neuf catégories

### Critères pour le design
Le design est jugé pour chaque catégorie pour toutes les bières du monde en même temps.

## Catégories

### Goût des bières
Dix catégories sont en lice pour récompenser le goût des bières, chacune des catégories est ensuite divisée en plusieurs sous-catégorie, soit au total plus de 80 catégories permettant d'obtenir une récompense basée sur le goût de la bière :
- Dark Beer, bière foncée
- Flavoured Beer, bière aromatisée
- IPA
- Lager, bière de basse fermentation
- No & Low Alcohol, bière sans alcool et à faible taux d'alcool
- Pale Beer, bière de haute fermentation
- Sour & Wild Beer, bière acide et sauvage
- Speciality Beer, bière spéciale
- Stout & Porter
- Wheat Beer, bière de blé

### Design
Neuf catégories sont en lice pour récompenser le design :
- Best Bottle Range
- Best Can Range
- Bottle Design
- Can Design
- Label Design
- Multipack Design
- New Launch
- Presentation
- Redesign /  Relaunch

## Controverses
Ce concours est qualifié par certains de « mascarade » voire de racketing du fait de son grand nombre de catégories où les bières peuvent concourir et de la grande proportion de bières inscrites bénéficiant d'une médaille.  Cette distinction peu représentative est néanmoins un élément important de visibilité commerciale pour la brasserie, les récompenses du concours peuvent conduire certains journalistes ou communicants à dénommer une bière primée « Meilleure bière du monde »[réf. nécessaire].
Le nombre de catégories reste cependant assez cohérent vis-à-vis des catégories généralement employées par les professionnels, telles que celles du BJCP ou du Brewers Association.